# Claire Giry
Claire Giry (1970) és una biòloga i gestora científica francesa coneguda pel seu treball en l'administració i gestió de la comunitat científica. Va entrar a l'École normale supérieure de Lyon el 1989 i va obtenir el doctorat en biologia molecular i cel·lular a la Universitat Claude-Bernard-Lyon-I el 1996. Després de la seva formació, va iniciar la seva carrera professional al Commissariat à l'énergie atomique et aux énergies alternatives (CEA) el 1997, on va ocupar diversos càrrecs relacionats amb la comunicació científica i les relacions internacionals.
La seva trajectòria professional va incloure posicions de gran responsabilitat, com la de consellera tècnica per a l'ensenyament superior i la recerca al gabinet del Primer Ministre francès entre el 2007 i el 2009. Posteriorment, va ser cap del servei de coordinació estratègica i territorials del Ministeri de l'Ensenyament Superior i de la Recerca, on va implementar el primer Programa d'Inversions per al Futur. El 2012, Giry es va unir a l'Institut National de la Santé et de la Recherche Médicale (Inserm)com a directora de les associacions i relacions externes, abans d'ascendir a directora general delegada el desembre de 2017 i després a presidenta interina el 2018.
Claire Giry va ser nomenada directora general de la recerca i de la innovació el juny de 2021 i, posteriorment, el juliol de 2024, va ser escollida per succeir a Thierry Damerval com a presidenta de l'Agence Nationale de la Recherche (ANR), on va prendre oficialment les seves funcions l'11 de setembre de 2024. Al llarg de la seva carrera, ha estat instrumental en el desenvolupament de les polítiques de recerca i innovació a França, treballant en la promoció de la col·laboració nacional, europea i internacional. La seva contribució ha estat reconeguda amb el títol de Chevalière de la Légion d'Honneur el 31 de desembre de 2014.